# Гроций, Гуго
Гу́го Гро́ций (лат. Hugo Grotius) или Хьюго де Гроот (нидерл. Hugo de Groot; 10 апреля 1583, Делфт — 28 августа 1645, Росток) — голландский юрист и государственный деятель, философ

, христианский апологет, драматург и поэт. Заложил основы международного права, основываясь на естественном праве, а также ныне признается за свою роль в процессе секуляризации, предназначенной для уменьшения насильственных религиозных конфликтов.

## Юность
Гуго Гроций родился во время Нидерландской революции. Его дед, бургундский дворянин, женился во Франкфурте-на-Майне на дочери голландца де Гроота и взял её фамилию, а отец, Иоганн (Ян) де Гроот, переехал в Голландию. Гуго был первым ребёнком в семье Яна де Грота и Алиды ван Оверсхи. Его отец был весьма образованным (он учился в Лейдене вместе с великим Юстом Липсием), а также политически активным человеком, и воспитывал сына с ранних лет в традиционной гуманистической традиции, основываясь на учении Аристотеля. Восьмилетним мальчиком Гроций уже писал латинские стихи.
Будучи чрезвычайно усердным учеником, Гуго поступил в Лейденский университет, когда ему было всего одиннадцать лет (ректором университета был его дядя Корнелис). В университете преподавали такие выдающиеся интеллектуалы Северной Европы того времени, как Франциск Юний (старший), Жозеф Жюст Скалигер и Рудольф Снеллиус. Гуго удивлял преподавателей своими обширными познаниями, к которым, казалось, и университет не мог ничего прибавить.
После окончания Лейденского университета в 1598 году Гроция пригласили сопровождать влиятельного чиновника, великого пенсионария провинции Голландия, Йохана ван Олденбарневелта, в дипломатической миссии во Францию. В возрасте пятнадцати лет Гроций попал на аудиенцию к королю Генриху IV, и его поразительные знания настолько восхитили двор, что король воскликнул: «Полюбуйтесь на чудо Голландии!» Гроций вращался в интеллектуальных кругах на протяжении всего своего пребывания во Франции, и до возвращения домой Университет Орлеана удостоил его степени доктора права.
Вернувшись на родину, он занялся адвокатурой, выступая иногда и на учёном поприще; так он издал сочинение Марциана Капеллы «О бракосочетании Филологии и Меркурия», снабдив его очень ценными комментариями. Тогда же он перевёл и некоторые математические и астрономические сочинения классических писателей и написал три латинских трагедии («Adamus exul», «Christus patiens» и «Sophomphaneos»).
В Голландии Гроций был назначен адвокатом в Гааге в 1599 году, а позже официальным историографом Государства Голландия (на пост также претендовал Доминик Баудий, профессор риторики в Лейдене) в 1601 году. В 1604 году он впервые обратился к исследованию проблем международного права, когда был задействован в слушаниях по процессу о захвате голландскими купцами португальского судна вместе с его грузом в Сингапурском проливе.

## «De Indis» и «Mare Liberum»
Голландия находилась в состоянии войны с Испанией и Португалией (поскольку последняя была присоединена к владениям испанских Габсбургов Филиппом II в 1581 г. на основе личной унии), когда загруженное судно — португальская карака «Санта Катарина» — было захвачено адмиралом Якобом ван Хемскерком в 1603 году. Она имела водоизмещение 1500 тонн и перевозила груз китайского фарфора, проданного потом на торгах в Амстердаме за 3,5 млн гульденов. Китайскую посуду в Голландии ещё много лет называли «карраковым фарфором». Ван Хемскерк служил в Объединённой Амстердамской Компании (которая входила в Голландскую Ост-Индскую Компанию), и, несмотря на то, что он не был уполномочен ни компанией, ни правительством на использование силы, многие из акционеров жаждали оставить принесённые им богатства. Не только правомерность сохранения приза была спорной с точки зрения голландских законов, но и группа акционеров компании (в основном, меннониты) также выступали против силового захвата, основываясь на своих моральных позициях, и, конечно же, португальцы требовали возвращения груза. Результатом скандала были публичные судебные слушанья и острая общественная (в том числе, международная) полемика по поводу данного вопроса. Спор приобрёл такую огласку, что представители компании обратились к Гроцию, чтобы тот подготовил защиту для оправдания захвата.
Результатом творческих усилий Гроция в 1604—1605 годах был объёмный, теоретически обоснованный трактат, который он предварительно назвал «De Indis» («Об Индиях»). Следуя по стопам Франсиско де Витория, Гроций искал почву для защиты захвата в принципах естественного права, в принципе справедливости, который, по его мнению, был попран португальцами, что давало основание голландцам обратиться к силе. В этом он зашёл дальше, чем того требовало дело; его интересовала глубина проблемы и правомерность войны в целом. Трактат не был опубликован полностью во время жизни Гроция. Рукопись была обнаружена в имуществе Гроция и опубликована в 1864 году под названием «De Jure Praedae commentarius» («Комментарии о праве добычи»). Впрочем, одна (XII) глава этого трактата была опубликована в виде памфлета под названием «Mare Liberum» («Свободное море») в 1609 году, а принципы, которые Гроций развил в этой работе, положили основу его зрелой работе, посвящённой международному праву, «De jure belli ac pacis» («О праве войны и мира») (1625 год).
В работе «Mare Liberum» Гроций сформулировал новый принцип, что море было международной территорией, и все народы свободны в использовании его для мореплавательной торговли. Гроций, заявляя о «свободном море», предоставлял подходящее идеологическое оправдание для политики Голландии.
Англия, жёстко конкурирующая с Голландией за лидерство в мировой торговле, оспаривала эту идею и провозглашала свой суверенитет над водами вокруг Британских Островов. В труде «Mare clausum» («Закрытое море») (1635 год) Джон Селден предпринял попытку доказать, что море на практике, по сути, имеет свойства сухопутной территории. Таким образом, Селден оправдывал притязания Англии в отношении установления суверенитета над морскими просторами. Естественно, автор сталкивался с необходимостью объяснить отрицание подобных прав Испании и Португалии, которое проходило красной нитью в произведениях его соотечественников второй половины XVI века. Он объясняет данное противоречие отсутствием у пиренейских государств силы, способной подкрепить эти права.

## Арминианский спор, арест, изгнание
Благодаря продолжению общения с ван Олденбарневелтом, Гроций значительно продвинулся в политической карьере, став постоянным советником Олденбарневелта в 1605 году, и потом Генеральным адвокатом казны (в некоторых источниках — генерального казначея) Голландии, Зеландии и Фрисландии в 1605 году, и потом ратпенсионарием Роттердама (эквивалент мэра) в 1613 году. В 1608 году он женился на Марии ван Рейгерсберген, которая родила ему восьмерых детей (четверо умерли в юности; в Стэнфордской энциклопедии сказано, что у них было 3 дочери и 4 сына). Кроме того, она проявила выдающуюся стойкость, которая помогла ему и всей семье пережить бурю, разразившуюся в их жизни.
В эти годы происходил острый теологический спор между сторонниками Якоба Арминия, главного богослова Лейдена, с одной стороны, и ярыми кальвинистами, возглавляемыми Франциском Гомаром, — с другой. В 1610 году, несколькими месяцами позже после смерти своего лидера, арминиане издали его трактат «Возражение» («Ремонстрация»), в которой провозглашалось фундаментальное отрицание позиций учения Кальвина, включая полное отрицание доктрины божественного предопределения. Возглавляемое ван Олденбарневелтом государство заняло позицию терпимости по отношению к спорящим, и к Гроцию обратились с тем, чтобы он написал эдикт, раскрывающий эту политику и следующий ей. Эдикт 1613 года излагал взгляды Гроция, которые он развивал в своих работах на тему церкви и государства: что только базовые принципы, то есть признание существования Бога и Его провидения, важны для основ общественного строя, и они должны быть приняты всеми, в то время как выбор системы взглядов на малопонятные большинству теологические доктрины должен оставаться на личное усмотрение. Присутствие Гуго Гроция в лагере арминиан объясняется также включённостью его в среду крупной купеческой олигархии Голландии, самой богатой из семи провинций, которые входили в Республику Соединённых провинций (как стала называться отделившаяся от владений Габсбургов часть Нидерландов).
Эдикт не имел ожидаемого эффекта, и в республике вспыхнули вооружённые столкновения. Для достижения порядка ван Олденбарневелт разрешил местным властям использовать войска. Такие меры подрывали авторитет штатгальтера, Морица Нассауского, принца Оранского, сына Вильгельма I («Молчаливого»). Мориц решил воспользоваться этим как поводом, чтобы устранить помеху своей власти в лице ван Олденбарневелта (последний, в частности, нарушил Двенадцатилетнее перемирие с Испанией 1609 года против воли Морица) и поддержал гомаристов. Когда Генеральные Штаты Республики Соединённых провинций приняли сторону гомаристов, ван Олденбарневелт попытался мобилизовать военные силы провинции Голландия и продолжать борьбу вплоть до отделения от Республики. Но попытка мятежа провалилась, а арминианство позднее было осуждено как ересь (на синоде в Дордрехте в 1619 году). Мориц приказал арестовать ван Олденбарневелта и Гроция 29 августа 1618 года. В конечном счёте, ван Олденбарневелт был казнён, а Гроция приговорили к пожизненному заключению в крепости Лувестейн (на реке Маас (Мёз)).
Лишь через 18 месяцев, в 1621 году, ему удалось бежать с помощью жены Марии и служанки. Подробности сам великий юрист излагает в стихотворении, обращённом к сундуку с книгами, в котором его вынесли из заточения. Затем в одежде каменщика он пересёк французскую границу. В сегодняшних Нидерландах Голландский Национальный Музей и музей Принсенхоф в Дельфте заявляют о том, что именно в их коллекции находится этот книжный сундук.
Гроция хорошо встретили в Париже, где у него оставались знакомства, он был удостоен королевской пенсии от Людовика XIII. Именно во Франции Гроций написал свои лучшие труды.

## О правде Христианской Религии
Находясь в Париже, Гроций продолжил работу над трактатом «О правде Христианской Религии» (ранняя версия на голландском была опубликована в 1622 году — «Bewijs van den waren Godsdienst»). Латинский вариант, состоявший из шести книг, был впервые опубликован в 1627 году под названием «De veritate religionis Christianae». Это был первый протестантский труд на тему христианской апологетики. В этой работе ярко раскрывается поэтический дар Гроция

## De Jure Belli ac Pacis
Время жизни Гуго Гроция пришлось на период Восьмидесятилетней войны между Нидерландами и Испанией и Тридцатилетней войны (1618—1648 годы) между католиками и протестантами Европы. Неудивительно, что Гроций был глубоко обеспокоен вопросами конфликта между государствами и религиями. Его самый известный труд, начатый ещё в тюрьме и оконченный в изгнании в Париже (1623—1625 годы), был направлен на анализ возможностей избежания и ограничения таких конфликтов. Гроций писал:
Полностью убеждён… что существует общее право народов, которое действует для войны и во время войны, у меня было много весомых причин для того чтобы взяться писать по данному предмету. Во всём христианском мире я наблюдал недостаток в ограничении отношений войны, чего даже варварские народы должны стыдиться; я наблюдал как люди хватаются за оружие по незначительным причинам, или без причины вовсе, и когда оружие было поднято, все забывали о каком-либо уважении права, Бога и человека; это, как будто, в соответствие общему решению, безумие даёт всем свободу совершать любые преступления.
Трактат «Три книги о праве войны и мира» («De jure belli ac pacis libri tres») был опубликован в 1625 году и посвящён Людовику XIII «Христианнейшему королю Французов и Наварры». Трактат развивал систему принципов естественного права, которые являются обязательными для всех людей и всех народов, несмотря на местный обычай. Работа состоит из трёх книг:
- Книга I раскрывает концепции войны и природной справедливости, рассматривая вопросы справедливой войны.
- Книга II определяет три «справедливых причины» для войны: самооборона, возмещение убытка и наказание; детально анализирует основные международно-правовые институты;
- Книга III обращается к вопросу, какими нормами руководствоваться, когда война началась, а также намечает пути к скорейшему прекращению всех войн.

Трактат Гроция имел огромный успех, к 1775 году он выдержал 77 изданий, большей частью на латыни, но также на голландском, французском, немецком, английском и испанском языках.
Свою концепцию Гроций основывал на теории международного права, разработанной на протяжении XVI века деятелями так называемой второй схоластики — профессорами университета Саламанки Франсиско де Виторией и Франсиско Суаресом, которых он на протяжении трактата неоднократно называл своими учителями. В свою очередь, трактат Гроция оказал огромное влияние на развитие международного права. Ближайшими последователями Гроция («школа чистого естественного права») стали знаменитые юристы эпохи нового времени Самуэль Пуфендорф, Христиан Томазий, Эмер де Ватель и другие.

## Последние годы
Многие ремонстранты в изгнании начали возвращаться в Нидерланды после смерти принца Морица в 1625 году, но Гроцию, отказавшемуся принести извинения, которые означали бы признание вины, отказали в репатриации, несмотря на его многочисленные просьбы. Вследствие этого он был вынужден покинуть в 1631 году Роттердам и получил убежище в Гамбурге. В 1634 году Гроций получил предложение поступить на службу Швеции в качестве посла во Франции. Шведский король Густав II Адольф, незадолго до этого события погибший в битве при Лютцене, был большим почитателем Гроция (говорили, что он всегда держал копию «De jure belli ac pacis» под седлом во время походов), и поэтому глава его правительства Аксель Оксеншерна — регент при малолетней королеве Кристине очень хотел, чтобы Гроций служил Швеции. Гроций принял предложение и поселился в дипломатическом представительстве в Париже, которое оставалось его домом до его ухода со службы. В 1645 году Гроций прибыл в Стокгольм и просил отставки у королевы. Во время обратного пути через Балтийское море корабль, на борту которого находился Гроций, потерпел кораблекрушение. Его прибило к берегу около города Росток. Гроций, измученный и больной, умер 28 августа 1645 года. Его тело перевезли на родину, где его захоронили в Новой Церкви (Nieuwe Kerk) в Дельфте.

## Интересные факты
- Девиз Гроция: Fugit hora. (Время бежит)
- Последние слова Гроция: «Понимая многие вещи, я ничего не достиг».
- Эпитафия (надгробная надпись), придуманная для себя самим Гроцием:

Гроций здесь Гуго лежит, батавов изгнанник и узник,

Твой, корона великая шведов, верный посол.
Оригинальный текст (лат.)
Grotius hic Hugo est, Batavum captivus et exsul

Legatus regni, Suecia magna, tui.

- Гроций стал одним из основателей «Договорной» теории происхождения государства.

## Работы

Annotationes ad Vetus Testamentum, 1732

Работы расположены в порядке даты публикации.
- Трагедия «Адам изгнанный», 1601;
- De republica emendanda (To Improve the Dutch Republic; manuscript 1601) — pub. The Hague, 1984;
- Parallelon rerumpublicarum (Comparison of Constitutions; manuscript 1601—1602) — pub. Haarlem 1801—1803;
- De Indis (On the Indies; manuscript 1604—1605) — pub. 1868 as De Jure Praedae;
- Commentary on the Law of Prize and Booty, ed. Martine Julia van Ittersum (Liberty Fund, 2006);
- Christus patiens (The Passion of Christ; tragedy) — Leiden, 1608;
- Mare Liberum (The Free Seas; from chapter 12 of De Indis) — Leiden, 1609;
- The Free Sea, ed. David Armitage (Liberty Fund, 2004);
- De antiquitate reipublicae Batavicae (On the Antiquity of the Batavian Republic) — Leiden, 1610;
- The Antiquity of the Batavian Republic, ed. Jan Waszink (van Gorcum, 2000);
- Meletius (manuscript 1611) — pub. Leiden, 1988;
- Meletius, ed. G.H.M. Posthumus Meyjes (Brill, 1988);
- Annales et Historiae de rebus Belgicus (Annals and History of the Low Countries; manuscript 1612) — pub. Amsterdam, 1657;
- The Annals and History of the Low-Countrey-warrs, ed. Thomas Manley (London, 1665);
- Ordinum Hollandiae ac Westfrisiae pietas (The Piety of the States of Holland and Westfriesland) — Leiden, 1613;
- Ordinum Hollandiae ac Westfrisiae pietas, ed. Edwin Rabbie (Brill, 1995);
- De imperio summarum potestatum circa sacra (On the power of sovereigns concerning religious affairs; manuscript 1614—1617) — pub. Paris, 1647;
- De imperio summarum potestatum circa sacra, ed. Harm-Jan van Dam (Brill, 2001);
- De satisfactione Christi adversus Faustum Socinum (On the satisfaction of Christ against [the doctrines of] Faustus Socinus) — Leiden, 1617;
- Defensio fidei catholicae de satisfactione Christi, ed. Edwin Rabbie (van Gorcum, 1990);
- Inleydinge tot de Hollantsche rechtsgeleertheit (Introduction to Dutch Jurisprudence; written in Loevenstein) — pub. The Hague, 1631;
- The Jurisprudence of Holland, ed. R.W. Lee (Oxford, 1926);
- Bewijs van den waaren godsdienst (Proof of the True Religion; didactic poem) — Rotterdam, 1622;
- Apologeticus (Defense of the actions which led to his arrest) — Paris, 1922;
- De jure belli ac pacis (On the Laws of War and Peace) — Paris, 1625 (2nd ed. Amsterdam 1631);
- The Rights of War and Peace, ed. Richard Tuck (Liberty Fund, 2005);
- De veritate religionis Christianae (On the Truth of the Christian religion) — Paris, 1627;
- The Truth of the Christian Religion, ed. John Clarke (Edinburgh, 1819);
- Sophompaneas (Joseph; tragedy) — Amsterdam, 1635;
- De origine gentium Americanarum dissertatio (Dissertation of the origin of the American peoples) — Paris 1642;
- Via ad pacem ecclesiasticam (The way to religious peace) — Paris, 1642;
- Annotationes in Vetus Testamentum (Commentaries on the Old Testament) — Amsterdam, 1644;
- Annotationes in Novum Testamentum (Commentaries on the New Testament) — Amsterdam and Paris, 1641—1650;
- De fato (On Destiny) — Paris, 1648;

### Издания на русском языке
- Гроций Г. О праве войны и мира: Репринт с изд. 1956 г. — М.: Ладомир, 1994. — 868 с.
- Гроций, Гуго. О праве войны и мира / Г. Гроций. — Москва: Издательство АСТ: ОГИЗ, 2023. — 912 с. — (Вся история в одном томе) ISBN 978-5-17-156052-2